# Artena nicanora
Artena nicanora là một loài bướm đêm trong họ Erebidae.